# Home, ¿dulce hogar?
Home, ¿dulce hogar? (en su idioma original, Home)  es una película dramática franco-helveto-belga realizada por Ursula Meier estrenada en 2008 y que fue seleccionada por Suiza como candidata al Oscar 2010 en la categoría de mejor película de habla no inglesa o extranjera.

## Sinopsis
Una familia vive felizmente junto a una autopista abandonada durante más de diez años. Cuando empiezan a circular automóviles por la misma, la familia decide permanecer en su domicilio pese a la adversidad provocada por la contaminación y las molestias que produce el tráfico. La vida tranquila de esta familia se verá trastornada, tanto con respecto al mundo exterior como en el seno del propio círculo familiar. Las circunstancias les llevarán a perder la razón.

## Reparto
- Isabelle Huppert como Marthe.
- Olivier Gourmet como Michel.
- Adélaïde Leroux como Judith.
- Madeleine Budd como Marion.
- Kacey Mottet-Klein como Julien.

## Premios y nominaciones
- 2008 Festival de Cine de Mar del Plata, Isabelle Huppert mejor actriz.
- 2008: Festival de Cine de Mar del Plata, Agnès Godard.
- 2009: Premio Suizo de Cine, meilleure fiction[1]
- 2009: Premio de Cine Suizo, mejor guion.
- 2009: Premio de Cine Suizo, Kacey Mottet-Klein.
- 2009: Premio Nouveau Talent Cinéma S.A.C.D.
- 2009: Premio Lumières a la mejor imagen para Agnès Godard.